# Clemens Crabeels

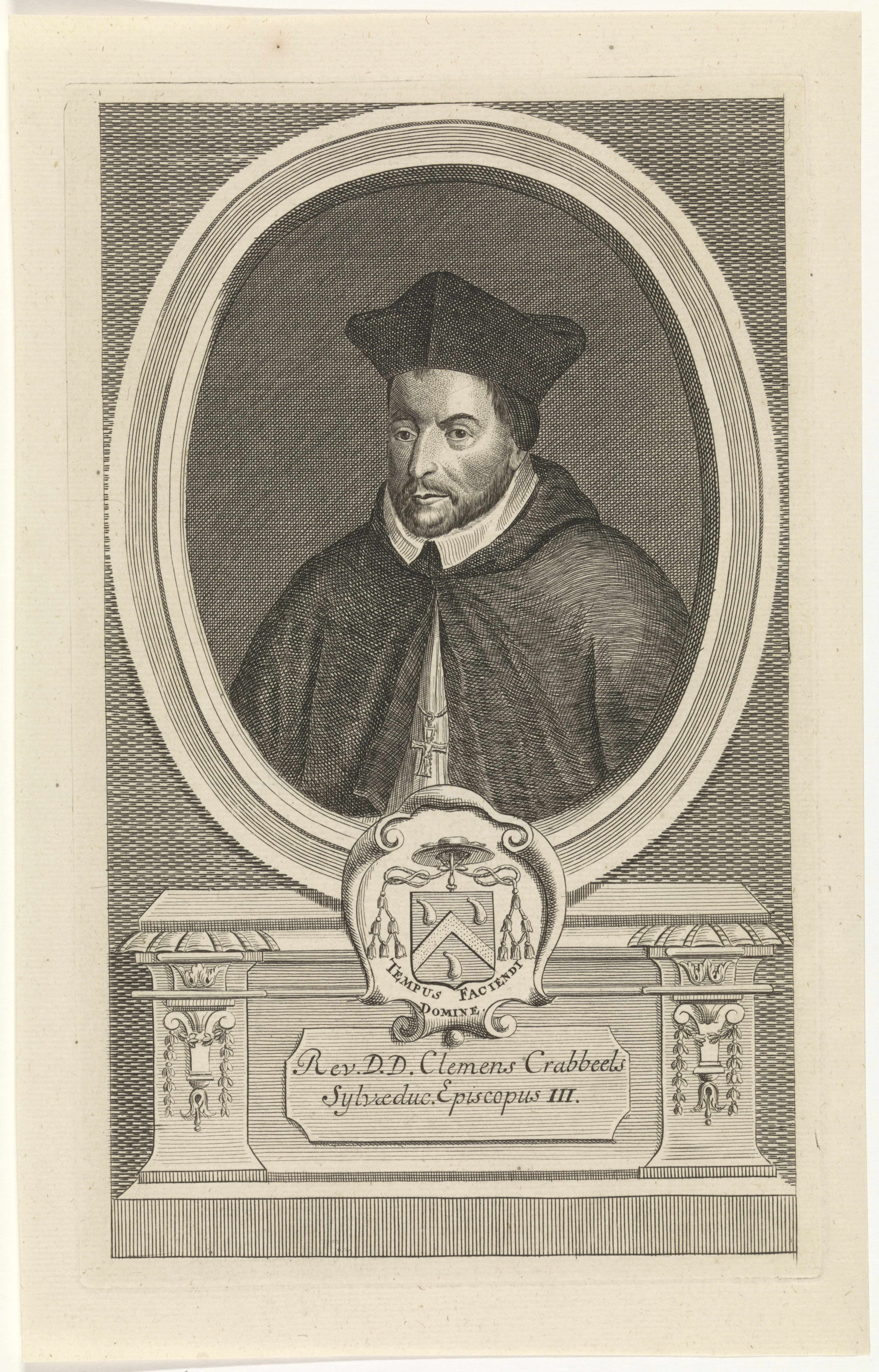

Clemens Crabeels (Leuven, 5 augustus 1534 - 's-Hertogenbosch, 22 oktober 1592) was een Nederlands geestelijke en een bisschop van de Rooms-Katholieke Kerk.
Clemens Crabeels was een zoon van Jan Crabeels; de naam van zijn moeder is niet bekend. De familie Crabeels stamt uit de omgeving van Leuven en zou kunnen getraceerd worden tot 1450.
Crabeels studeerde in Leuven waar hij een licentiaat in de rechtsgeleerdheid behaalde. In 1557 werd hij benoemd als kanunnik in Gent; hij werd ook secretaris van de bisschop van Gent. Op 11 april 1575 volgde zijn benoeming tot vicaris-generaal van het bisdom Gent.
Op 10 september 1584 werd Crabeels benoemd tot bisschop van 's-Hertogenbosch, als opvolger van Laurens Mets die al op 18 september 1580 was overleden (in het interregnum had het kapittel het beheer van het bisdom waargenomen). Zijn bisschopswijding vond plaats op 13 januari 1585 in Doornik; zijn wapenspreuk was: Tempus faciendi Domine (Tijd om te handelen, Heer).
Crabeels' bisdom beleefde rumoerige tijden. Niet alleen werd in het jaar van zijn aantreden Willem van Oranje vermoord (ter gelegenheid waarvan een plechtig Te Deum in de Sint-Janskathedraal van 's-Hertogenbosch werd gehouden), maar er dreigden ook bij voortduring invallen van Staatse troepen. Ook kloosterlingen die van elders gevlucht waren moesten in de stad worden opgenomen.